# Teodoru Borisz
Teodoru Borisz (Miskolc, 1957. március 3. –) labdarúgó, hátvéd. Testvére Teodoru Vaszilisz labdarúgó, edző. A sportsajtóban Teodoru I néven volt ismert.

## Pályafutása
A Diósgyőri VTK csapatának labdarúgója volt.
1977-ben tagja volt az első diósgyőri, magyar kupagyőztes csapatnak, amellyel jogot szerzett a kupagyőztesek Európa-kupájában való indulásra. Az első fordulóban a török Besiktas volt az ellenfél, aki Isztambulban 2–0-s előnyt szerzett. A visszavágón a DVTK 5–0-ra győzött. A második fordulóban a jugoszláv Hajduk Split ellen csak tizenegyesekkel maradtak alul és estek ki. Teodoru egy mérkőzésen, a Besiktas elleni visszavágón lépett pályára.
Az 1978–79-es bajnoki idényben 18 mérkőzésen szerepelt, három gólt szerzett és bronzérmet nyert a csapattal. A bajnoki sikernek köszönhetően az UEFA kupában indult a csapat. Az első fordulóban a Rapid Wien, a második fordulóban a skót Dundee United csapatán is sikerrel túl jutott a diósgyőri csapat. Az ezt követő fordulóban a Kaiserslautern együttese megállította a DVTK-t.
1980-ban újra magyar kupát nyert a diósgyőri csapat. A döntőben a Vasast győzték le 3–1-re, amelyen Teodoru nem szerepelt. A KEK-ben a skót Celtic túl erős ellenfélnek bizonyult és már a selejtezőben kiestek.
1981-ben a magyar kupa döntőjében megismétlődött az előző évi párosítás. A Vasasnak sikerült visszavágnia és 1–0-s győzelmével elhódította a kupát. Teodoru a kezdőcsapatban kapott helyet a döntőn a diósgyőri csapatban.
Napjainkban a DVTK U9-es csapatának vezetőedzője.

## Sikerei, díjai
- Magyar bajnokság
  - 3.: 1978–79
- Magyar kupa
  - győztes: 1977, 1980
  - döntős: 1981